# Tometino Polje
Tometino Polje (izvirno srbsko Тометино Поље) je naselje v Srbiji, ki upravno spada pod Občino Požega; slednja pa je del Zlatiborskega upravnega okraja.

## Demografija
V naselju živi 314 polnoletnih prebivalcev, pri čemer je njihova povprečna starost 44,4 let (43,6 pri moških in 45,3 pri ženskah). Naselje ima 104 gospodinjstev, pri čemer je povprečno število članov na gospodinjstvo 3,59.
To naselje je popolnoma srbsko (glede na rezultate popisa iz leta 2002), a v času zadnjih treh popisov je opazno zmanjšanje števila prebivalcev.
|  |

| Demografija | Demografija     | Demografija     |
| Leto        | Št. prebivalcev | Št. prebivalcev |
| ----------- | --------------- | --------------- |
|             |                 |                 |
|             |                 |                 |
|             |                 |                 |
|             |                 |                 |
| 1948        | 641             |                 |
| 1953        | 738             |                 |
| 1961        | 510             |                 |
| 1971        | 441             |                 |
| 1981        | 459             |                 |
| 1991        | 417             | 417             |
| 2002        | 373             | 373             |
|             |                 |                 |

| Etnična sestava po popisu iz leta 2002 | Etnična sestava po popisu iz leta 2002 | Etnična sestava po popisu iz leta 2002 | Etnična sestava po popisu iz leta 2002 | Etnična sestava po popisu iz leta 2002 |
| -------------------------------------- | -------------------------------------- | -------------------------------------- | -------------------------------------- | -------------------------------------- |
| Srbi                                   | Srbi                                   |                                        | 373                                    | 100,0%                                 |
| Neznano                                | Neznano                                |                                        | 0                                      | 0,0%                                   |